# 時計鐘表
時計鐘表有限公司，簡稱時計鐘表（英語：The Hour Glass Limited，SGX：E5P），在1979年由曾秀麗和戴元川創立名為「歐佳時」。業務在东南亚、澳洲，以及东北亚地區經營零售和分销手表与珠宝。
總部位於302 Orchard Road #11-01 Tong Building Singapore 238862。股份在1988年10月3日於新加坡交易所創業板（凱利板前身）上市，其後在1992年10月7日轉在主板上市。

## 連結
- TheHourGlass.com （页面存档备份，存于）